# Isis Gee
Isis Gee (Tamara Diane Gołębiowska (Wimeré)  uma cantora polaca. Isis foi a representante da Polónia no Festival Eurovisão da Canção 2008.